# Estanys de Baiau
Les estanys de Baiau sont un ensemble de deux étangs des Pyrénées espagnoles situés sur la commune d'Alins dans la comarque de Pallars Sobirà (Catalogne) près de la frontière entre l'Andorre et l'Espagne et dans le périmètre du parc naturel de l'Alt Pirineu.

## Toponymie
Estanys (pluriel de estany) provient du latin stagnum (« étendue d'eau ») qui a également donné estanque en espagnol et « étang » en français,. Baiau serait d'origine pré-romane bascoïde, comme de nombreux toponymes andorrans et catalans, à rapprocher du basque ibai signifiant également « étang » ou « cours d'eau »,. Le toponyme estanys de Baiau est de ce fait une tautologie.

## Géographie
Les estanys de Baiau sont surplombés à l'est par les sommets élevés du massif du Coma Pedrosa avec du sud au nord : le pic de Sanfonts (2 889 m), l'agulla de Baiau (2 860 m), le pic de Baiau (2 885 m), la Roca Entravessada (2 928 m) et le pic de Médécourbe (2 913 m). Ces sommets marquent la frontière hispano-andorrane qui ne se trouve qu'à 500 m du lac. À l'ouest s'élèvent les sommets du cirque de Vallpeguera dominés par le pic de Vallpeguera (2 741 m).

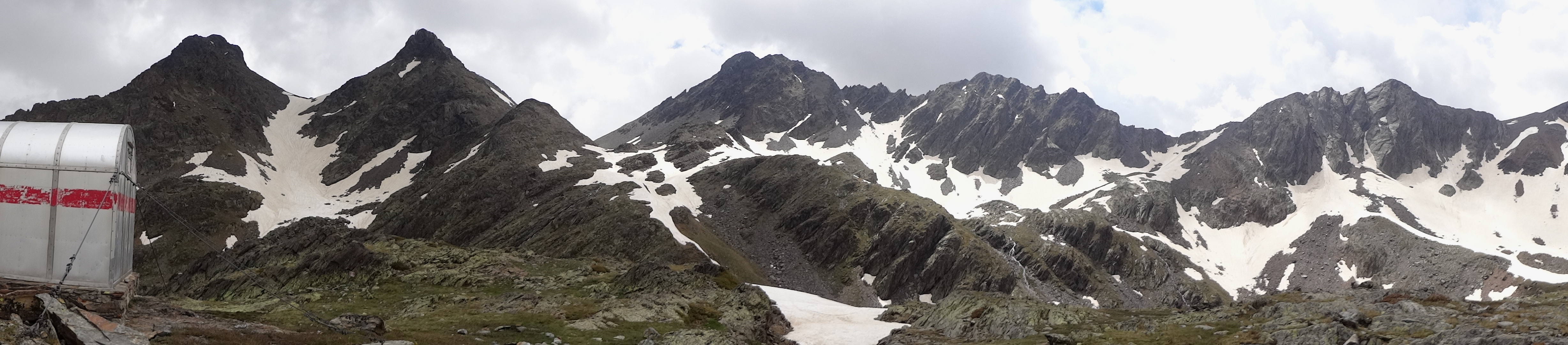
Panorama des sommets du massif du Coma Pedrosa.

## Voies d'accès
L'estanys de Baiau est situé sur le trajet du GR 11 espagnol ce qui le rend accessible depuis l'Andorre par l'intermédiaire du port de Baiau ou de la Collada dels Estanys Forcats. Un refuge non gardé (refugi de Baiau) de 9 places destiné aux randonneurs se trouve côté espagnol au nord-ouest du lac à 2 517 m,. Côté andorran, le refuge del Pla de l'Estany et le refuge de Coma Pedrosa sont également accessibles.